# Листовнича Світлана Петрівна
Світлана Петрівна Листовнича (нар. 3 липня 1934, Київ) — радянська та українська вчена-хімік, доктор технічних наук, професор (1991).

## Біографія
Закінчила Київський університет у 1958 р. Відтоді працювала в Києві на заводі ім. І. Лепсе. З 1967 р. працювала в Інституті проблем матеріалознавства НАНУ в Києві: 1992–94 рр. — провідний науковий співробітник. Проводила наукові дослідження з теми композиційних матеріалів на основі металічних і керамічних матриць.
Дружина радянського та українського хіміка Віктора Листовничого. У 1994 р. разом з чоловіком емігрувала до США, штат Пенсильванія. Віктор Листовничий помер 19 серпня 2011 року.

## Основні наукові праці
- Роль покрытия из карбида циркония в стабилизации границы раздела волокно–матрица в хромовой композиции // Физика и химия обработки материалов. 1987. № 3;
- Движение смачивающей жидкости под действием капиллярных сил в пористой керамике // ПорМ. 1990. № 4 (співавт.).